# تالفانگ
تالفانگ (به آلمانی: Thalfang) یک شهر در آلمان است که در برنکاستل-ویتلیش واقع شده‌است. تالفانگ ۱٬۷۶۵ نفر جمعیت دارد.